# Resolució 1237 del Consell de Seguretat de les Nacions Unides
La Resolució 1237 del Consell de Seguretat de les Nacions Unides, adoptada per unanimitat el 7 de maig de 1999 després de reafirmar la resolució 696 (1991) i totes les resolucions posteriors sobre Angola, en especial la 854 (1993), 1127 (1997) i 1173 (1998) i la 1229 (1999) el Consell va establir panells d'experts per investigar les violacions de les mesures imposades contra UNITA.
En el preàmbul de la resolució, el Consell de Seguretat va reafirmar que la principal causa de la crisi a Angola va ser el fracàs d'UNITA, sota el lideratge de Jonas Savimbi, de complir les seves obligacions en virtut dels Acords de Pau, Protocol de Lusaka i les resolucions pertinents del Consell de Seguretat. Hi va haver preocupació per l'impacte sobre la població i la prestació d'assistència militar, inclosos mercenaris, a UNITA. El secretari general Kofi Annan havia formulat recomanacions relatives a la millora de les sancions contra UNITA.
La resolució va ressaltar que la pau i la reconciliació nacional a Angola només es podien aconseguir mitjançant una solució política del conflicte i, a aquest respecte, va acollir amb satisfacció les visites planificades del president del Comitè establert en la Resolució 864 al país per discutir sobre la millora de les mesures contra UNITA. Va condemnar els continus atacs de la UNITA contra civils a Huambo, Kuito i Malanje.
Els panells d'experts es van establir per un període de sis mesos per recollir informació relacionada amb violacions de mesures contra UNITA en relació amb les armes, petroli, diamants i recursos financers. Els panells també havien d'identificar les parts que violaven les sancions i recomanar maneres d'acabar amb aquestes violacions. Els panells eren responsables de l'Informe Fowler, que va donar lloc al Procés de Kimberley (Resolució de l'Assemblea General de les Nacions Unides 55/56). Tots els països van ser cridats a cooperar amb el panell i proporcionar-li accés a informació, testimonis, llocs on garantir la seva seguretat i concedir immunitat diplomàtica en virtut de la Convenció sobre els Privilegis i Immunitats de les Nacions Unides.
A més, el Consell es va preocupar pels retards en la investigació del derrocament de dos avions de les Nacions Unides sobre el territori controlat per UNITA el 26 de desembre de 1998 i el 2 de gener de 1999, així com el xoc d'un avió que portava el Representant Especial del Secretari General a Costa d'Ivori el 26 de juny de 1998. Finalment, es va instar a tots els països a cooperar cap en activitats humanitàries a Angola.